# Festuca sikkimensis
Festuca sikkimensis är en gräsart som beskrevs av Evgenii Borisovich Alexeev. Festuca sikkimensis ingår i släktet svinglar, och familjen gräs. Inga underarter finns listade i Catalogue of Life.